# Kommun
En kommun är ett territoriellt avgränsat område, en administrativ enhet för lokalt självstyre, en politisk organisation med direktvalda beslutsfattare, juridisk person med obligatoriskt medlemskap, som kan ingå avtal och äga fast och lös egendom. Vad som avses är i denna artikel, precis som i vanligt språkbruk, i första hand primärkommun, inte sekundärkommun.

## Kommuner i olika länder

### Belgien
Belgien är indelat i 589 kommuner (år 2008). Kommuner i nuvarande Belgien tillkom 1795 under det dåvarande franska styret, på beslut av Direktoriet, och inga större förändringar genomfördes under det nederländska styret fram till Belgiska upproret 1830. Vid självständigheten 1831 bestod Belgien av 2 739 kommuner, och sedan gränserna med Nederländerna reglerats och storhertigdömet Luxemburg skapats återstod 2 508 kommuner år 1839. En del nya kommuner skapades därefter successivt, och det största antalet nåddes 1929, med 2 675 stycken. Från 1961 skedde vissa kommunsammanslagningar, och 1971 var antalet kommuner 2 359. En mer omfattande kommunsammanslagning skedde därefter 1 januari 1977 enligt en lag som antogs 30 december 1975. I samband med detta minskades antalet kommuner till 596, och sedan dess har enbart smärre justeringar skett.

### Danmark
Danmark har i dag 98 kommuner av enhetlig typ (da: kommune). Före 1970 fanns det 1 300 kommuner av två typer, købstadskommuner och sognekommuner. Då slopades skillnaden mellan lands- och stadskommuner och antalet reducerades till 270. Vid den Danska kommunreformen 2007 minskades antalet till 98,

### Estland
Estland är (2005) indelat i 227 kommuner (omavalitsus). Av dessa benämns  34 som linn ("stad"), och 193 som vald ("landskommun"). Det rör sig om nominella betckningar och innebär ingen statusskillnad.

### Finland
I Finland finns 320 kommuner. Medan man i Sverige haft flera kommunreformer, har man i Finland valt att gå långsammare fram i den frågan.
Kommunens politiska styre består överst av fullmäktige som väljs genom direkta val på samma valdag i samtliga kommuner men skilt från de dagar då riksdag och president väljs.

### Frankrike
I Frankrike finns över 36 000 kommuner (communes), varav många är befolkningsmässigt mycket små. Frankrikes 26 regioner (av vilka 4 ligger utanför Europa) indelas i 96 departement som är indelade i 342 arrondissement, som i sin tur är indelade i kantoner. Varje kanton består av ett litet antal kommuner.

### Italien
Det finns drygt 8 000 comuni i Italien.

### Kanada
Bortsett från indianreservat sköts kommunala frågor av provinserna, så kommunindelningen skiljer sig från provins till provins, och ibland också inom provinserna för att ta hänsyn till starkt skiftande befolkningstäthet. Indianreservat betraktas som en särskild kommuntyp och lyder under federal lagstiftning.
British Columbia, södra Ontario samt södra och östra Québec har i allmänhet ett tvånivåsystem med sekundärkommuner (regional districts i British Columbia, counties eller regional municipalities i Ontario och municipalités régionales de comté i Québec) och primärkommuner, men enhetskommuner som sköter båda nivåernas uppgifter förekommer också, i synnerhet kring större städer. De kommunfria områden som finns administreras i allmänhet av sekundärkommunerna. New Brunswick och Prince Edward Island har huvudsakligen samma kommunstruktur men saknar sekundärkommuner.
De uppodlade områdena i de tre prärieprovinserna Alberta, Saskatchewan och Manitoba, samt kustprovinsen Nova Scotia, är indelade i landskommuner (counties, municipal districts etc i Alberta, rural municipalities i Saskatchewan och Manitoba, counties eller district municipalities i Nova Scotia). Städer och större samhällen kan vara helt fristående kommuner eller dela uppgifter mellan den egna kommunen och den omgivande landskommunen.
De norra delarna av prärieprovinserna, liksom norra Ontario, norra Québec, Newfoundland och Labrador samt de tre territorierna Yukon, Northwest Territories och Nunavut, består huvudsakligen av kommunfria områden. De större samhällen som finns bildar egna kommuner, och sekundärkommuner saknas.

### Norge
Norge är indelat i 356 kommuner av enhetlig typ. Dessa ingår geografiskt i ett fylke på samma sätt som svenska och finska kommuner ingår i län respektive landskap, och danska kommuner ingår i regioner. Indelningen görs i ”primärkommuner” och ”fylkeskommuner” (sekundärkommuner).

### Nederländerna
Nederländerna är indelat i 355 kommuner (gemeenten) av enhetlig typ. Redan 1848 avskaffades skillnaden mellan städer och landskommuner.

### Polen
Polen hade år 2010 2 479 kommuner (Gmina). Kommunerna är av tre typer: Stadskommuner som består av en stad. Stads- och landskommuner som består av en stad med omgivande landsbygd. och Landskommuner som består av byar och landsbygd.

### Portugal
Portugal består av 308 kommuner, 18 distrikt och 2 självstyrande regioner. Vissa kommuner är formellt bildade redan innan Portugal grundades som stat.

### Schweiz
Decentraliseringen är långt driven och kommunerna har många uppgifter. Dessa handhas mest av invånarkommunen, som liknar en svensk kommun. Budget och kommunalskatt beslutas ofta vid en kommunalstämma där alla myndiga schweizare får delta. 2013 hade Schweiz 2 408 invånarkommuner, några med färre än 30 invånare. 
I de flesta kantoner finns parallella medborgarkommuner som förvaltar fastigheter och handlägger medborgarskapsfrågor.

### Storbritannien
Kommunindelningen skiljer sig mellan Storbritanniens fyra riksdelar. Wales, Skottland och Nordirland har liknande system, med en huvudsaklig indelning under riksdelsnivå:
- Wales kommuner (unitary authorities eller principal areas)
- Skottlands kommuner (council areas)
- Nordirlands distrikt (districts)

#### England
I England finns fyra huvudtyper av kommuner (principal areas):
- non-metropolitan districts
- metropolitan districts
- London boroughs
- enhetskommuner (unitary authorities)

Non-metropolitan districts ingår i administrativa grevskap (non-metropolitan counties) som är sekundärkommuner. Metropolitan districts ingår i storstadslän (metropolitan counties), som dock saknar kommunal funktion sedan 1986, och London boroughs ingår i Storlondon (sekundärkommun, regionkommun). Enhetskommuner är lagtekniskt sett både non-metropolitan districts och non-metropolitan counties.
Under kommunnivå finns i vissa områden i England civil parishes och i Wales communities med community councils, town councils eller parish councils, som har hand om vissa lokala frågor.
City of London och Scillyöarna är särreglerade i lagstiftning.

### Sverige
I Sverige görs indelningen enligt regeringsformen i "kommuner på lokal och regional nivå". I annan författningstext, exempelvis i kommunallagen, och i dagligt tal används emellertid som regel benämningarna kommuner och regioner. Kommunerna och regionerna är till för sina medlemmar.
Före 1863 var det kyrksocknarna som tog hand om de lokala frågorna, såväl världsliga som andliga. 1843 infördes en sockennämnd vid sidan om kyrkorådet för att handha fattigvårdsfrågor och hälsovård. Kommuner i dagens mening infördes genom 1862 års kommunalförordningar, som delade upp kyrksocknens uppgifter mellan de nyinrättade borgerliga och kyrkliga kommunerna. Därefter fanns det flera olika kommunformer i Sverige: städer, köpingar, kyrkliga kommuner och landskommuner. En särskild form var municipalsamhället.
De nutida kommunerna infördes 1971, då begreppen stad och köping utmönstrades och ett generellt kommunbegrepp infördes. De kyrkliga kommunerna upphörde i och med relationsändringen kyrka-stat 2000. Idag finns det 290 kommuner i Sverige.
Det politiska styret i en kommun är uppbyggt genom ett direktvalt kommunfullmäktige, som väljs på samma sätt och på samma dag som riksdagen, med partival. Under kommunfullmäktige finns styrelsen (eller som den oftast kallas: kommunstyrelsen) som sköter det övergripande löpande politiska arbetet och därtill finns olika nämnder och styrelser som sköter kommunens åtaganden inom olika områden. 
Under nämnder och styrelser finns kontor och förvaltningar med anställda tjänstemän som skall verkställa politikernas beslut och sköta det dagliga arbetet i kommunens verksamheter.

### Tyskland
Förbundsrepubliken Tyskland är indelad i 11 292 kommuner. Kommunallagstiftningen ligger på delstatsnivå, varför den skiljer sig åt i de olika förbundsländerna.

### Österrike
Den kommunala självstyrelsen i Österrike är inskriven i författningen, medan den kommunala organisationen regleras av delstatslagar. Österrike har en enhetlig kommuntyp. Benämningarna köping (ty. Markt) eller stad (ty. Stadt) i Österrike är bara titlar utan rättslig innebörd.

## Begreppet kommun i andra sammanhang
- Som en kvarleva från tiden då den världsliga och den kyrkliga indelningen sammanföll, har Svenska kyrkans församlingar och samfälligheter fram till relationsförändringen 1 januari 2000, även benämnts kyrkliga kommuner och deras arbete reglerades då delvis av kommunallagen. Den världsliga grundenheten kallas kommun (primärkommun); vill man poängtera att det rör sig om denna och inte om den kyrkliga, kan man använda termen borgerlig kommun.
- Inom Socialdemokraterna kallas huvudorganisationenerna på lokal nivå för arbetarekommuner.
- I andra länder används ordet commune, Kommune etcetera ofta om frivilliga samhällsbildningar med kollektivt ägande.

## Kranskommun
Kranskommun är ett informellt begrepp som normalt avser mindre kommuner som ligger i anslutning till en större och vars bebyggelse ingår i en gemensam tätort.